# Филип (син на Махата)
Вижте пояснителната страница за други личности с името Филип.
Филип (на старогръцки: Φίλιππος, † 326 или 325 г. пр. Хр.) е македонски войник на Александър Македонски и сатрап на провинция Гандхара през ІV век пр. Хр.
Той е син на Махата и брат на Харпал. По времето на похода в Азия при боевете против аспасиите през 327 г. пр. Хр. той е офицер във войската на Птолемей I. След това в Таксила е назначен за сатрап на новообразувана провинция на изток от река Инд до река Хидасп. След смъртта на Никанор († 326 г. пр. Хр.), хипарх на Гандхара (западно от Инд), в боевете против въстаналите асакени, Филип и Тириспис, сатрапът на Паропамисада, потушават въстанието. След това Филип получава управлението и на провинция Гандхара. Александър му оставя за сигурност всички тракийски групи и множество наемници. На юг провинцията му граничи с тази на генерал Питон. Двете провинции са най-източната част на царството на Александър и двете са наричани „Индия“ и затова често са бъркани.
Филип управлява териториите севера на днешен Пакистан и изтока на днешен Афганистан. Той основава при вливаването на Акесин в Инд град Александрия (днес Уч в Пенджаб) и на север градовете Александрия Буцефалия и Таксил.
Филип е убит през 326 г. пр. Хр. или 325 г. пр. Хр. при въстание на оставените му наемници. В Гандхара е последван е от Оксиарт, тъстът на Александър Македонски. Северноиндийската провинция Александър дава на Евдем заедно с локалния индийски цар Таксил.
Според Дройзен Филип е вероятно баща на Антигон I Монофталм и е архонт на Елимия.